# HMS Abercrombie (1914)
Pour les articles homonymes, voir HMS Abercrombie.
Le HMS Abercrombie est un monitor, navire de tête de la classe Abercrombie, de la Royal Navy pendant la Première Guerre mondiale.

## Construction
Le 3 novembre 1914, Charles M. Schwab, de la Bethlehem Steel, propose à Winston Churchill, alors First Sea Lord, de racheter quatre tourelles jumelées de 14 pouces (356 mm)/45 cal BL MK II, destinées à l’origine au cuirassé grec Salamis. Ces tourelles n’ont pas pu être livrées au constructeur allemand, en raison du blocus naval britannique. La Royal Navy a immédiatement mis en chantier une classe de monitors, conçus pour le bombardement à terre, pour utiliser ces tourelles.
Le navire a été initialement nommé Admiral Farragut en l’honneur de l’amiral des États-Unis David Farragut, reflétant l’origine des canons. La quille est posée au chantier naval de Harland and Wolff à Belfast le 12 décembre 1914. Les HMS Farragut et General Grant ont été construits ensemble dans la cale du bâtiment n°2, qui avait été construit pour construire le RMS Olympic. Les cales n°2 et 3 se trouvaient sous le portique Arrol, une grande poutre en treillis supportant des grues électriques modernes au-dessus du bâtiment. Les monitors étaient extrêmement larges avec leurs bulbes anti-torpilles, et avaient besoin d’une cale de construction de cette taille, mais ils étaient si courts que les deux navires pouvaient tenir dans une seule cale. Le HMS Faragut est lancé le premier, le 15 avril 1915. Les deux monitors ont été construits à un niveau élevé d’achèvement avant leur lancement, avec presque toutes les machines en place, sauf la tourelle. Comme cela nécessitait une manutention lourde, au-delà des capacités d’un chantier naval civil, les tourelles des deux monitors ont été installées par le Coventry Ordnance Works sur la Clyde. Comme les États-Unis étaient encore neutres, le navire a été rapidement renommé HMS M1 le 31 mai 1915. Il est ensuite nommé HMS General Abercrombie le 19 juin 1915 et rebaptisé HMS Abercrombie le 21 juin 1915.

## Historique de service
Le HMS Abercrombie appareille pour les Dardanelles le 24 juin 1915 et il fournit un appui-feu pendant la bataille de Gallipoli. Il est resté en Méditerranée orientale et en mer Égée jusqu’à son retour en Angleterre en février 1919. Il a été mis hors service en mai 1919 et désarmé en juin 1920. Vendu pour démolition en mai 1921, il est conservé en réserve jusqu’à sa revente le 25 juin 1927 au chantier naval Thos. W. Ward à Inverkeithing pour démolition.